# Merter (métro d'Istanbul)
Pour les articles homonymes, voir Merter.
Merter est une station de la branche M1A de la ligne M1 du métro d'Istanbul, en Turquie. Située à l'extrémité orientale du quartier d'Abdurrahman Nafiz Gürman et en bordure de la voie rapide D-100, elle dessert les quartiers de Mehmet Nesih Özmen et Tozkoparan au nord et par une passerelle au-dessus de la voie rapide celui de Seyitnizam dans le district de Zeytinburnu. Elle est mise en service le 31 janvier 1994 avec la création de la branche M1A entre Otogar et Zeytinburnu.